# ألان هارت (مقدم تلفزيوني)
ألان هارت (بالإنجليزية: Alan Hart)‏ هو مقدم تلفزيوني بريطاني، ولد في 17 فبراير 1942، وتوفي في 15 يناير 2018.

## وصلات خارجية
- ألان هارت على موقع IMDb (الإنجليزية)